# Liste der AKN-Bahnstationen
Die Liste der AKN-Bahnstationen verzeichnet alle bedienten Stationen der AKN Eisenbahn, sortiert nach Linien. (Stand: 2023)

## Linie A1: Eidelstedt – Quickborn – Ulzburg Süd (– Kaltenkirchen)
Wegen Umstellung der Strecke auf elektrischen S-Bahn-Verkehr mit Oberleitung finden zurzeit Bauarbeiten statt. Deshalb findet auf wechselnden Streckenabschnitten Schienenersatzverkehr mit Omnibussen statt. Siehe auch S-Bahn Hamburg#S5: Kaltenkirchen über Eidelstedt.
Die Linie  wird zwischen Eidelstedt und Ulzburg Süd im 20-Minuten-Takt gefahren. In den späten Abendstunden (ab 0 Uhr) verkehren die Züge im 60-Minuten-Takt. Am Wochenende gibt es generell einen 30-Minuten-Takt, der in der Nacht zum 60-Minuten-Takt wird. Aussetzende Wagen fahren bis Kaltenkirchen.
| Nr. | Station            | Umsteigemöglichkeiten                                  | Sehenswürdigkeiten, öffentl. Einrichtungen | Tarifzone | Bild               |
| --- | ------------------ | ------------------------------------------------------ | ------------------------------------------ | --------- | ------------------ |
| 1   | Eidelstedt         | (wg. Umleitung: 21, 184, 284, 392, alle nur nordwärts) | Volksparkstadion                           | 201/203   | Eidelstedt         |
| 2   | Eidelstedt Zentrum | 4, 181, 281, 184, 284, 384, 603                        | Elisabethkirche                            | 203       | Eidelstedt Zentrum |
| 3   | Hörgensweg         |                                                        |                                            | 203       | Hörgensweg         |
| 4   | Schnelsen          | 183 (fußläufig), X95, 195                              |                                            | 203       | Schnelsen          |
| 5   | Burgwedel          | 5, 603                                                 |                                            | 302/303   | Burgwedel          |
| 6   | Bönningstedt       | 295                                                    |                                            | 302/303   | Bönningstedt       |
| 7   | Hasloh             | 395 (fußläufig)                                        |                                            | 402/403   | Hasloh             |
| 8   | Quickborn Süd      |                                                        |                                            | 503       | Quickborn Süd      |
| 9   | Quickborn          | 194, 294, 594, 794                                     |                                            | 503       | Quickborn          |
| 10  | Ellerau            | 194, (794 fußläufig)                                   |                                            | 503       | Ellerau            |
| 11  | Tanneneck          | 593, 194, 794                                          |                                            | 503       | Tanneneck          |
| 12  | Ulzburg Süd        | 293                                                    |                                            | 604       | Ulzburg Süd        |
| 13  | Henstedt-Ulzburg   | 293, 196, 296, 6541, 7141                              |                                            | 604       | Henstedt-Ulzburg   |
| 14  | Kaltenkirchen Süd  |                                                        |                                            | 614/703   | Kaltenkirchen-sued |
| 15  | Kaltenkirchen      | 7950, 7970, 7971, 7972, 7973, 7975, 7977, 7980         |                                            | 614/703   | Kaltenkirchen      |

## Linie A2: Norderstedt Mitte – Henstedt-Ulzburg – Kaltenkirchen – Bad Bramstedt – Neumünster
Der Streckenabschnitt Norderstedt Mitte – Ulzburg Süd der Linie  gehört der Verkehrsgesellschaft Norderstedt (VGN) und wird – wie die gesamte Strecke – durch die AKN betrieben. Es wird werktags und samstags ein 20-Minuten-Grundtakt bis Kaltenkirchen gefahren, während Züge nach Neumünster nur stündlich verkehren. Darüber hinaus kehren einige Züge an den Haltestellen dodenhof und Bad Bramstedt. Sonntags wird ein 30-Minuten-Takt bis Kaltenkirchen betrieben, und wie sonst ein 60-Minuten-Takt bis Neumünster. Am Wochenende wird außerdem ein Nachtverkehr mit einem 60-Minuten-Takt angeboten.
| Nr. | Station                          | Umsteigemöglichkeiten                                | Sehenswürdigkeiten, öffentl. Einrichtungen           | Tarifzone    | Bild                  |
| --- | -------------------------------- | ---------------------------------------------------- | ---------------------------------------------------- | ------------ | --------------------- |
| 1   | Norderstedt Mitte                | 278, 378, 193, 293, 393, 493, 194, 394, 494, 594     | Rathaus Norderstedt, Stadtbücherei, Arbeitsamt       | 503          | Norderstedt Mitte     |
| 2   | Moorbekhalle (Schulzentrum Nord) |                                                      |                                                      | 503          | Moorbekhalle          |
| 3   | Friedrichsgabe                   |                                                      |                                                      | 503          | Friedrichsgabe        |
| 4   | Quickborner Straße               | 194                                                  |                                                      | 503          | Quickborner Straße    |
| 5   | Haslohfurth                      |                                                      |                                                      | 503          | Haslohfurth           |
| 6   | Meeschensee                      | 593                                                  | Alsterquelle                                         | 503          | Meeschensee           |
| 7   | Ulzburg Süd                      | 293                                                  |                                                      | 604          | Ulzburg Süd           |
| 8   | Henstedt-Ulzburg                 | () 293, 196, 296, 6541, 7141                         |                                                      | 604          | Henstedt-Ulzburg      |
| 9   | Kaltenkirchen Süd                | ()                                                   |                                                      | 614/703      | Kaltenkirchen-sued    |
| 10  | Kaltenkirchen                    | () 7950, 7970, 7971, 7972, 7973, 7975, 7977, 7980    |                                                      | 614/703      | Kaltenkirchen         |
| 16  | Holstentherme                    |                                                      |                                                      | 614/703      | Holstentherme         |
| 17  | dodenhof                         |                                                      | Einkaufszentrum „dodenhof“                           | 614/703      | dodenhof              |
| 18  | Nützen                           | 7975, 7977                                           | Gedenkstätte KZ Kaltenkirchen                        | 703          | Nützen                |
| 19  | Lentföhrden                      |                                                      |                                                      | 703          | Lentföhrden           |
| 20  | Bad Bramstedt Kurhaus            |                                                      |                                                      | 803          | Bad Bramstedt Kurhaus |
| 21  | Bad Bramstedt                    | 6551, 7503, 7504, 7505, 7506, 7508, 7600, 7609, 7620 | Roland (Statue), Bramstedter Schloss                 | 803          | Bad Bramstedt         |
| 22  | Wiemersdorf                      |                                                      |                                                      | 803          | Wiemersdorf           |
| 23  | Großenaspe                       | 7508                                                 | Katharinenkirche                                     | 803          | Großenaspe            |
| 24  | Boostedt                         | 7920, 7921                                           |                                                      | 803          | Boostedt              |
| 25  | Neumünster Süd                   | RB82                                                 |                                                      | nicht im HVV | Neumünster Süd        |
| 26  | Neumünster                       | RB63, RE7, RE70, RB82                                | Holstenschule, Pissoir, Villa Wachholtz, Rencks Park | nicht im HVV | Neumünster            |

## Linie A3: Elmshorn – Barmstedt – Ulzburg Süd
Die Linie  wird zwischen Elmshorn und Barmstedt werktags im 20- bis 40-Minuten-Takt betrieben, während es in den sehr frühen und späten Tageszeiten einen Stundentakt gibt. Die Strecke zwischen Barmstedt und Ulzburg Süd wird generell im Stundentakt betrieben, während es am Wochenende immer einen 60-Minuten-Takt gibt, unabhängig von der Tageszeit oder dem Streckenabschnitt.
| Nr. | Station                 | Umsteigemöglichkeiten | Sehenswürdigkeiten, öffentl. Einrichtungen                | Tarifzone | Bild             |
| --- | ----------------------- | --- | --------------------------------------------------------- | --------- | ---------------- |
| 1   | Elmshorn                | RE6, RB61, RE7, RE70, RB71, 185, X89, 489, X95, 6500, 6501, 6502, 6503, 6504, 6505, 6506, 6507, 6521, 6523, 6533, 6534, 6535 | Nikolaikirche, Industriemuseum, Wasserturm, Teppich Kibek | 602       | Elmshorn         |
| 2   | Langenmoor              | 6501 |                                                           | 602       |                  |
| 3   | Sparrieshoop            | 6533 |                                                           | 602       |                  |
| 4   | Bokholt (Bedarfshalt)   | |                                                           | 603       |                  |
| 5   | Voßloch                 | |                                                           | 603       |                  |
| 6   | Barmstedt Brunnenstraße | (6542, 6544) |                                                           | 603       |                  |
| 7   | Barmstedt               | 294, 6541, 6542, (6593, 6594 fußläufig)                                                                                      | Schlossinsel, Heiligen-Geist-Kirche, Eiche                | 603       | Barmstedt        |
| 8   | Langeln                 | (6541 fußläufig) | Gräberfeld von Langeln                                    | 604       |                  |
| 9   | Alveslohe               | 7970 | Gut Kaden                                                 | 604       | Alveslohe        |
| 10  | Henstedt-Ulzburg        | (), , 293, 196, 296, 6541, 7141                                                                                              |                                                           | 604       | Henstedt-Ulzburg |
| 11  | Ulzburg Süd             | , , 293 |                                                           | 604       | Ulzburg Süd      |